# Yerry Mina
Yerry Fernando Mina González, poznatiji kao Yerry Mina (Guachené, 23. rujna 1994.), kolumbijski je nogometaš i reprezentativac koji igra na poziciji braniča. Trenutačno igra za Cagliari.

## Vanjske poveznice
- Yerry Mina na Transfermarkt.com